# Comitatul Valga
Valga este unul din cele 15 comitate din Estonia. Reședința sa este orașul omonim, Valga.

## Galerie de imagini

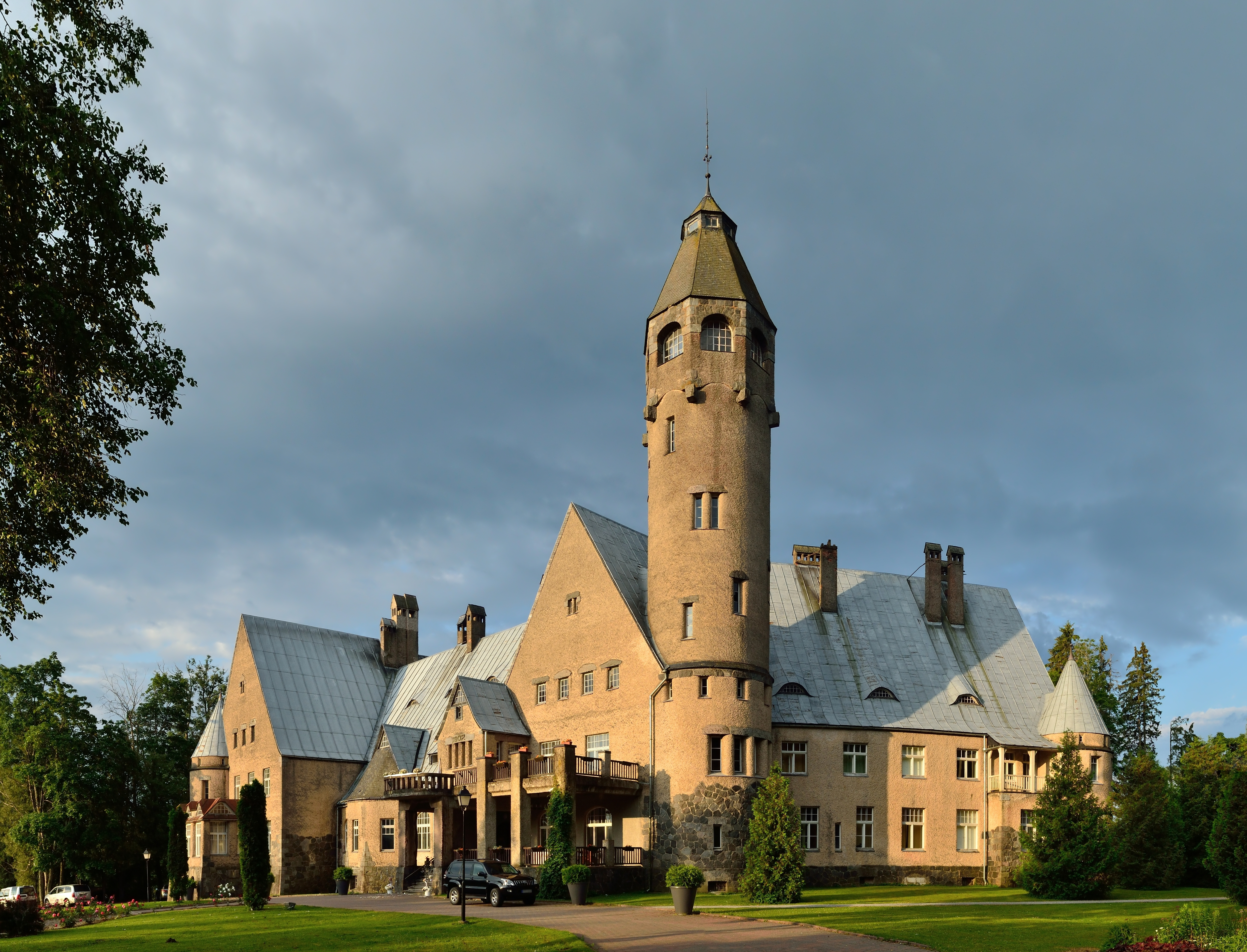
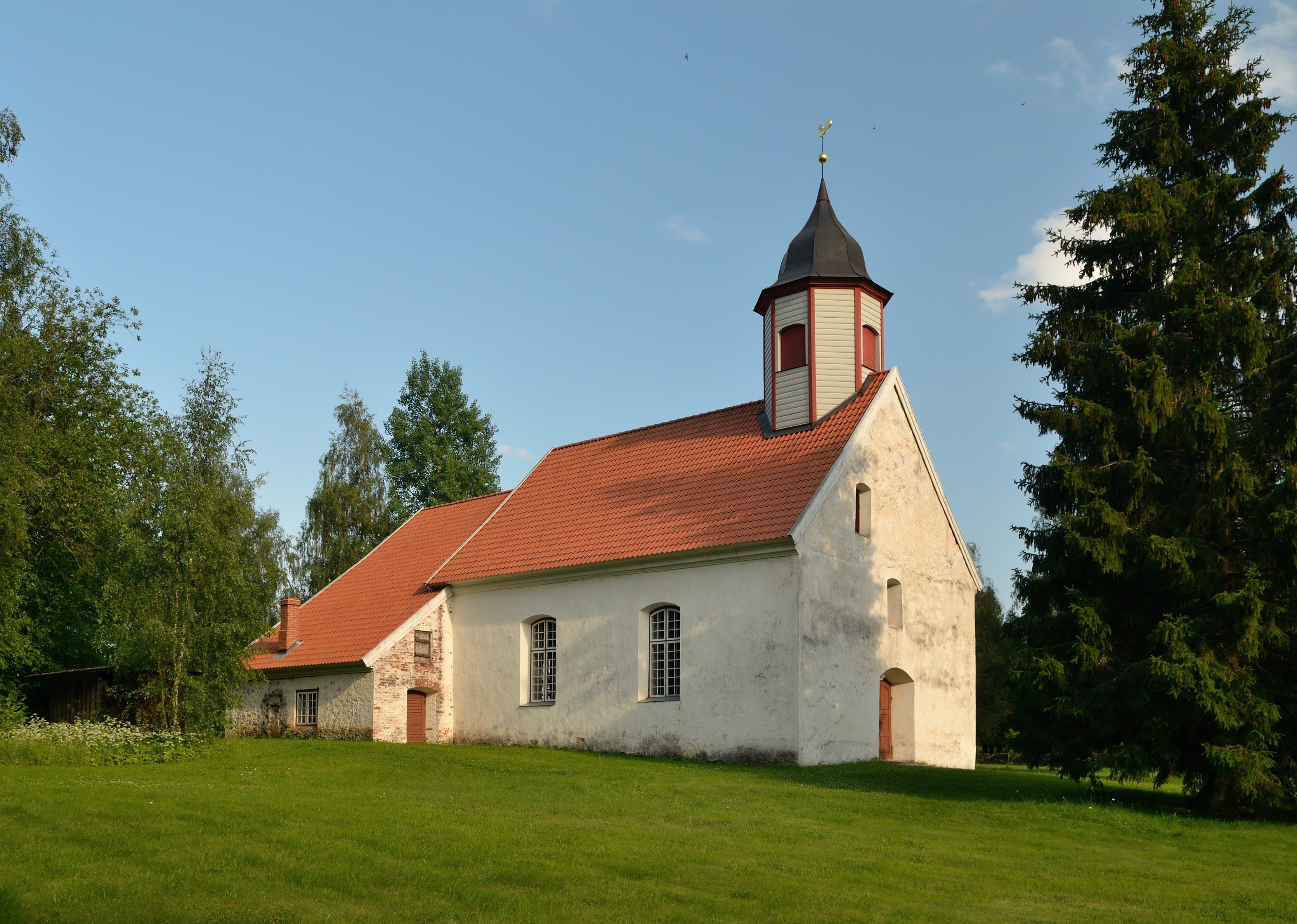
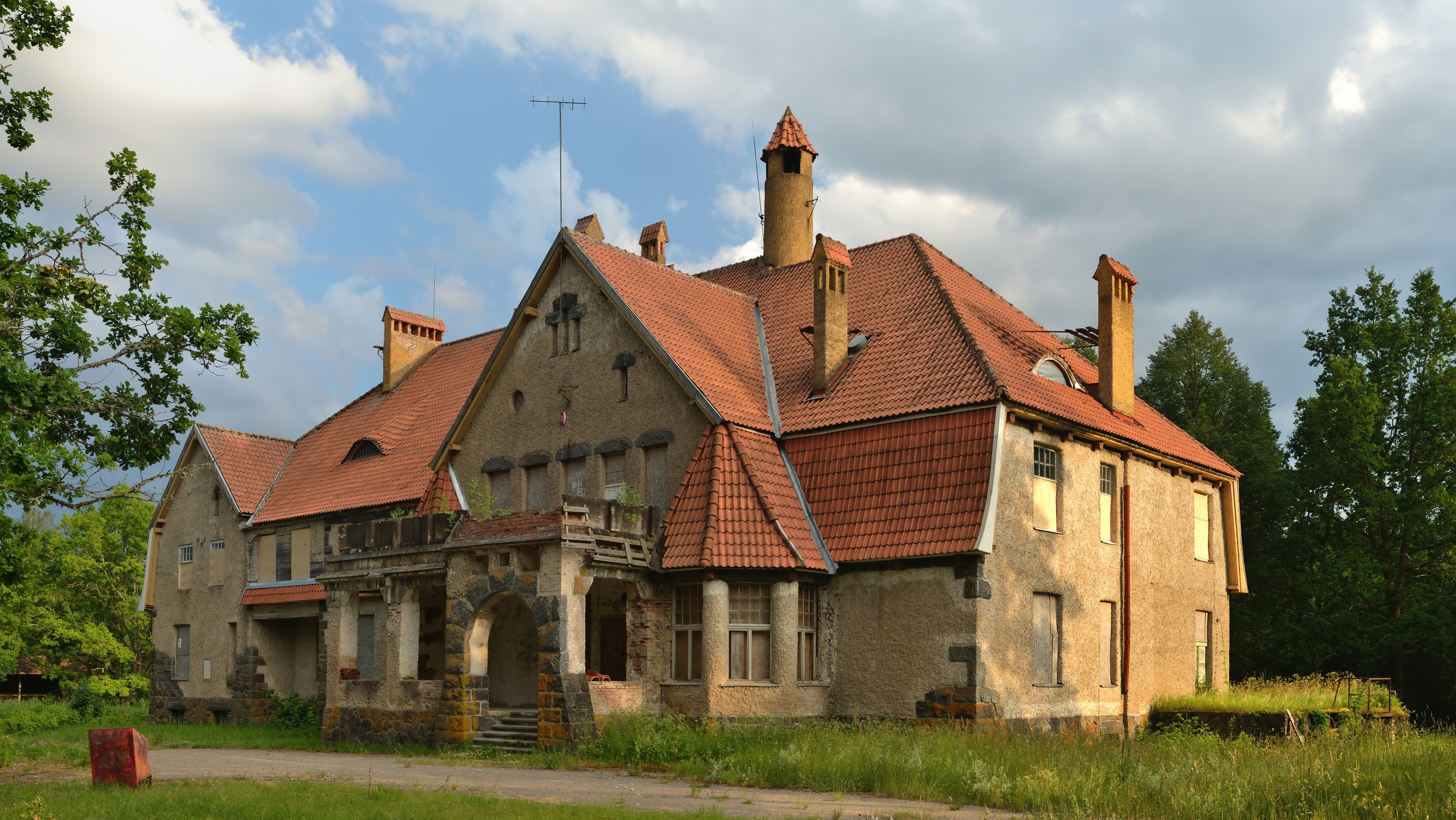
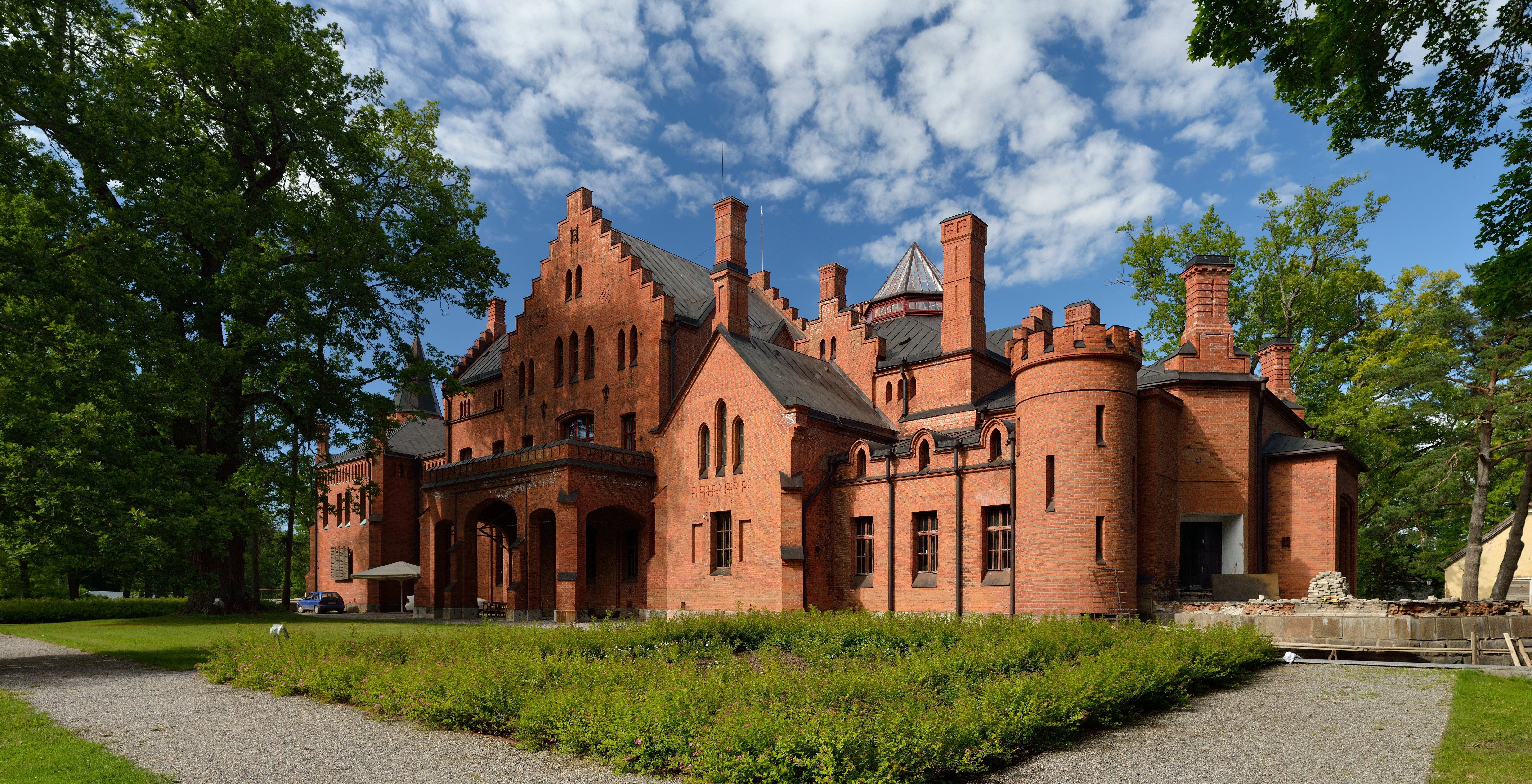

## Orașe
- Otepää
- Tõrva
- Valga

## Comune
- Helme
- Hummuli
- Karula
- Palupera
- Puka
- Põdrala
- Sangaste
- Taheva
- Tõlliste
- Õru